# حكم التجويد
حكم التجويد هو الحكم الشرعي لقراءة القرآن الكريم بالتجويد من الناحية العلمية والتطبيقية، وذلك من ناحية حكم تعلم علم التجويد، وحكم تطبيق علم التجويد في الجملة، وحكم تطبيق ما لا يختل اللفظ العربي والمعنى بتركه، وفيه جزءان: أولهما: ذكر بعض من قال بوجوبه وما استدلوا به، وثانيهما: ذكر بعض من قال بعدم وجوبه.

## حكم تعلم علم التجويد
قال ملا علي القاري في شرح الجزرية:  ثم هذا العلم لا خلاف في أنه فرض كفاية. اهـ

## - حكم العمل بعلم التجويد في الجملة
واجب، قال ملا علي القاري: ثم هذا العلم لا خلاف في أنه فرض كفاية والعمل به فرض عين في الجملة على صاحب كل قراءة ورواية ولو كانت القراءة سنة. اهـ
وقال محمد مكي نصر في نهاية القول المفيد: فقد اجتمعت الأمة المعصومة من الخطأ على وجوب التجويد من زمن النبي ﷺ إلى زماننا ولم يختلف فيه أحد منهم. اهـ

## حكم العمل بما لا يختل اللفظ العربي والمعنى مع تركه
فيه قولين مختلفين بين أهل العلم:

### القول الأول: الوجوب
قال الداني في الأرجوزة المنبهة على أسماء القراء والرواة:
وقال ابن الجزري في الجزرية:
وقال في النشر: أول ما يجب على مريد إتقان قراءة القرآن تصحيح إخراج كل حرف من مخرجه المختص به تصحيحا يمتاز به عن مقاربه وتوفية حل حرف صفته المعروفة به توفية تخرجه عن مجانسه. اهـ
وممن ذكر الوجوب كذلك محمد الغول في بغية عباد الرحمن ومحمد قمحاوي في البرهان ومحمد أبو فراخ في تيسير التجويد ومحمد الملا في سلم المريد ،
وقال البركوي في شرحه على الدر اليتيم: تحرم هذه التغييرات جميعها لأنها وإن كانت لا تخل بالمعنى ولكنها تخل باللفظ لفساد رونقه وذهاب حسنه وطلاوته. اهـ
ومما استدلوا به قوله تعالى: «ورتل القرآن ترتيلا» وقد روي عن علي  أنه قال: الترتيل هو تجويد الحروف ومعرفة الوقوف، قال الغول: والناظر في الآية يجد أن الله لم يكتف بالأمر، بل أكده بالمصدر «ترتيلا»، والأمر للوجوب ما لم تصرف عنه قرينة، ولا قرينة بل القرينة تؤكد أنه للوجوب وهي تأكيد الفعل بالمصدر. اهـ
ومما استدلوا به أيضا ما روي عن النبي ﷺ أنه قال: «اقرؤوا القرآن بلحون العرب وأصواتها وإياكم ولحون أهل الفسق والكبائر، فإنه سيجيء أقوام من بعدي يرجعون القرآن ترجيع الغناء والرهبانية والنوح لا يجاوز حناجرهم مفتونة قلوبهم وقلوب من يعجبهم شأنهم» ذكر هذا الحديث قمحاوي في البرهان، والحديث ضعفه الألباني في ضعيف الجامع الصغير  وقد رواه الطبراني في الأوسط والبيهقي في شعب الإيمان عن حذيفة رضي الله عنه.
وذكر الغول أيضا من الأدلة ما رواه سعيد بن منصور في سننه وصححه ابن الجزري عن ابن مسعود  أنه كان يقرئ رجلا فقرأ الرجل: " إنما الصدقات للفقراء والمساكين " مرسلة (لم يمد الفقراء) فقال ابن مسعود: ما هكذا أقرأنيها النبي صلى الله عليه وسلم. قال: وكيف أقرأكها؟ قال: " إنما الصدقات للفقراء والمساكين: فمدها.
وذكر السيوطي في الإتقان عن ابن مسعود رضي الله عنه أنه قال: جودوا القرآن.
وقال طاش كبرى زاده في شرح الجزرية: بالتجويد وصل القرآن إلينا من الله تعالى بواسطة اللوح المحفوظ ثم جبريل ثم الرسول صلى الله عليه وسلم ثم الصحابة رضي الله عنهم أجمعين ثم من يلونهم ثم من يلونهم، فإذا لم يقرأ على الوجه الذي نزل به يكون مخالفا لله تعالى ولرسوله والمخالف لله تعالى ولرسوله عليه السلام عاص والعاصي آثم والآثم معاقب وكل ما يعاقب على فعله ويثاب على تركه حرام، فعلم أن ترك التجويد حرام. اهـ

### القول الثاني: عدم الوجوب
قال ابن مفلح في الآداب الشرعية: ويستحب ترتيل القراءة وإعرابها وتمكين حروف المد واللين من غير تكلف. قال أحمد: تعجبني القراءة السهلة، وكره السرعة في القراءة. قال حرب: سألت أحمد عن السرعة في القراءة فكرهه إلا أن يكون لسان الرجل كذلك أو لا يقدر أن يترسل، قيل: فيه إثم؟ قال: أما الإثم فلا أجترئ عليه.قال القاضي: يعني إذا لم تبن الحروف. اهـ
وقال ملا القاري بعد ذكره قول ابن الجزري: من لم يجود القران آثم، قال: أي من لم يصحح كما في نسخة صحيحة بأن يقرأ قراءة تخل بالمعنى والإعراب كما صرح به الشيخ زكريا خلافا لما أخذه بعض الشراح منهم ابن المصنف على وجه العموم الشامل للحن الخفي فإنه لا يصح كما لا يخفى.... فينبغي أن يراعي جميع قواعدهم وجوبا فيما يتغير به المبنى ويفسد المعنى واستحباب فيما يحسن به اللفظ ويستحسن به النطق حال الأداء. وإنما قلنا بالاستحباب في هذا النوع لأن اللحن الخفي الذي لا يعرفه إلا مهرة القراءة من تكرير الراءات وتطنين النونات وتغليظ اللامات في غير محلها وترقيق الراءات في غير موضعها، ولا يتصور أن يكون فرض عين يترتب العقاب على فاعلها لما فيه من حرج عظيم، وقد قال تعالى: «وما جعل عليكم في الدين من حرج» و «لا يكلف الله نفسا إلا وسعها» وهذا هو الحق الذي يعض عليه بالنواجذ ولا يعدل عنه إلى غيره إلا المذامذ. اهـ
وقال ابن باز في فتوى له منقولة من موقعه: لا حرج أن يقرأه بغير التجويد إذا أوضح القراءة وبين الحروف وأوضحها فلا بأس ولو كان لا يحسن الإدغام أوالترقيق أو الإظهار أو ما أشبه ذلك إنما ذلك مستحب، يعني التجويد مما يستحب ومما يحسن به التلاوة وهو من تحسين التلاوة ولكن لا يجب على الصحيح. اهـ
وقال ابن عثيمين في كتاب العلم: لا أرى وجوب الالتزام بأحكام التجويد التي فصلت بكتب التجويد وإنما أرى أنها من باب تحسين القراءة وباب التحسين غير باب الإلزام... ولو قيل بأن العلم بأحكام التجويد المفصلة في كتب التجويد واجب للزم تأثيم أكثر المسلمين اليوم... وليعلم أن القول بالوجوب يحتاج إلى دليل تبرأ به الذمة أمام الله عز وجل في إلزام عباده بما لا دليل على إلزامهم به من كتاب الله أو سنة رسوله ﷺ أو إجماع المسلمين، وقد ذكر شيخنا عبد الرحمن بن سعدي في جواب له أن التجويد حسب القواعد المفصلة في كتب التجويد غير واجب. وقد اطلعت على كلام لشيخ الإسلام ابن تيمية حول حكم التجويد قال فيه ص50 مجلد 16 من مجموع ابن قاسم للفتاوى:«ولا يجعل همته فيما حجب به أكثر الناس من العلوم عن حقائق القرآن إما بالوسوسة في خروج حروفه وترقيقها وتفخيمها وإمالتها والنطق بالمد الطويل والقصير والمتوسط وغير ذلك، فإن هذا حائل للقلوب قاطع لها عن فهم مراد الرب من كلامه، وكذلك شغل النطق ب (أأنذرتهم) وضم الميم من (عليهم) ووصلها بالواو وكسر الهاء أو ضمها ونحو ذلك، وكذلك مراعاة النغم وتحسين الصوت». اهـ

## الخاتمة
يتبين مما تقدم أن حكم العلم بالتجويد وتطبيقه في الجملة لا خلاف في وجوبه،
وإنما الخلاف في حكم التفاصيل المذكورة في كتب التجويد التي لا يتأثر المعنى ولا الإعراب بتركها، والذي تميل إليه النفس – والله أعلم بالصواب – القول الثاني، وهو عدم وجوبها لأن العلم بهذه الأحكام مما يصعب على أكثر الناس بل إن من الأحكام ما لا يعرفه إلا مهرة القراء وفي إيجابها حرج عظيم ومشقة شديدة على الناس، وليس في المسألة – فيما رأيته من الأدلة – دليل قوي يركن إليه، ولو كانت هذه الأحكام واجبة لبينت بيانا واضحا في الكتاب والسنة لأن قراءة القرآن مما يكثر فعله، فلما لم يأت هذا البيان الواضح لم يسعنا أن نقول بالوجوب.
والله أعلم، وأسأل الله العفو والمغفرة وصلى الله وسلم على نبينا محمد وعلى آله وصحبه أجمعين.